# Comité France-Allemagne
Pour les articles homonymes, voir CFA.
Le Comité France-Allemagne (CFA) est une association française militant pour un rapprochement franco-allemand à la fin de la IIIe République, de 1935 à 1939, à un moment où l'Allemagne est dirigée par les nazis.

## Historique
Le CFA a été fondé à Paris le 22 novembre 1935 par des notables et des dirigeants de fédérations d'anciens combattants français, notamment Jean Goy pour l'Union nationale des combattants (UNC) et Henri Pichot pour l'Union fédérale des associations françaises d'anciens combattants (UF). Son but officiel étant de « favoriser le développement des rapports privés et publics entre la France et l'Allemagne dans tous les domaines, et plus spécialement au point de vue intellectuel, scientifique, économique, artistique et sportif afin de contribuer, par une meilleure compréhension réciproque, à la consolidation de la paix européenne ». Selon son premier président, René Lhopital, qui dit avoir « la certitude de servir son pays », le CFA entend « centraliser les efforts » réalisés par différents groupements, notamment ceux des anciens combattants, qui ont entamé des discussions avec leurs homologues d'outre-Rhin. Mais aussi avec les autorités nazies. Jean Goy a ainsi rencontré Hitler en novembre 1934. 
Le CFA a été fondé dans le contexte de crainte d'une nouvelle guerre que redoutaient et refusaient ses fondateurs, qui croyaient aux protestations de bonne foi d'Hitler et à ses déclarations pacifiques, et dans celui du renforcement du régime hitlérien. Surtout, ils se laissent convaincre par les menées et l'entregent d’Otto Abetz, agent d'influence allemand en France. Cet homme de confiance de Joachim von Ribbentrop œuvre au rapprochement franco-allemand, en jouant sur les sentiments pacifistes des Français tout en exaltant l'œuvre d'Hitler. L'anticommunisme a aussi pu jouer, puisque les dirigeants de l'UNC souhaitaient dès 1936 la constitution d'un rassemblement anticommuniste. Scapini était aussi anticommuniste.
Le CFA est le pendant de la Deutsch-Französische Gesellschaft (DFG), constituée également en 1935 et animée par des universitaires comme Achim von Arnim et Friedrich Grimm. 
Les buts du CFA ont été affirmés lors d'un banquet le 29 novembre 1935 à Paris, en présence de l'ambassadeur d'Allemagne. Une délégation du comité s'est rendue à Berlin au début de 1936 pour rencontrer les dirigeants du IIIe Reich, notamment Hitler. Elle comptait son président, René Lhopital, deux vice-présidents (Brinon et Bonvoisin), un vice-président de l'UNC, Charron, et le directeur de l'Union fédérale, Pineau.
Le CFA n’a été déclaré que le 21 janvier 1936 et enregistré au Journal officiel le 4 mars. Son siège social était installé au 94, boulevard Flandrin, puis, à partir de novembre 1938, 15, rue de Vézelay. 
L'activité du CFA consistait à organiser des conférences, des voyages en Allemagne, pour ses membres, des anciens combattants, des jeunes, des travailleurs et des intellectuels, à recevoir des délégations allemandes, à recevoir des dirigeants allemands pour des banquets, ceux du comité olympique allemande en 1935 — sept jours après la fondation du comité, le ministre Hjalmar Horace Greeley Schacht, venu discuter avec les autorités françaises, ou Baldur von Schirach, en 1937, à mettre sur pied des congrès en France ou en Allemagne comme celui de Baden-Baden en 1938 et à publier les Cahiers franco-allemands, organe appuyé par la presse de l'UNC et de l'Union fédérale et qui, sous une apparence anodine et pluraliste, diffusait subtilement une propagande préparant la France au renoncement. 
Certains de ses membres étaient en effet prêts à comprendre et à justifier les intérêts allemands, comme Régis de Vibraye, désireux de répandre une information « objective » sur l'Allemagne pour montrer les « nécessités vitales auxquelles elle obéit ». À certaines occasions, des désaccords sont exprimés entre Français et Allemands, comme en 1937 au sujet de la SDN, Henri Pichot de l'Union fédérale s'opposant courtoisement aux thèses du dirigeant des anciens combattants allemands, Hanns Oberlindober, et vantant « l'esprit de Genève ».
L'apogée du comité a lieu en décembre 1938, après la crise qui déboucha sur les accords de Munich : le ministre des affaires étrangères allemand Ribbentrop est venu à Paris signer un accord franco-allemand. L'Union fédérale déclarait : « La persécution antijuive en Allemagne suscite la protestation de nos consciences, mais elle ne saurait interdire un accord franco-allemand politique et économique ». Le comité donne un déjeuner en l'honneur de Ribbentrop, auquel assistent l'épouse du ministre des affaires étrangères Georges Bonnet, Anatole de Monzie, Charles Pomaret, des représentants d'Édouard Daladier, Bonnet et Camille Chautemps, outre Brinon, Bonvoisin et Georges Scapini, ce dernier ayant même été convié parmi les officiels pour recevoir Ribbentrop à son arrivée à Paris à la gare des Invalides, avec Jean de Castellane.
Quelques mois plus tard, au lendemain de l'invasion de la Bohême et de la Moravie par les troupes allemandes et peut-être selon les recommandations du ministre des Affaires étrangères Bonnet, les dirigeants des associations d'anciens combattants ont poussé le comité directeur à décider la mise en sommeil de l'association et accusé le gouvernement allemand de précipiter l'Europe « au bord de la catastrophe », sans reconnaître pour autant leur crédulité. Le 22 mars 1939, le comité directeur a décidé à l'unanimité de cesser son activité. Une courte majorité (132 voix, contre 125 voix pour son maintien) a voté pour sa dissolution lors de sa dernière assemblée générale, le 24 mai 1939, qui s'est déroulé dans un climat houleux,. Auparavant, en avril, Otto Abetz est venu à Paris pour aviser et a rencontré de Brinon, Henri-Haye, Masson, directeur du Crédit lyonnais, et Melchior de Polignac. En juillet 1939, un vice-président du CFA, le professeur Fourneau, donne encore un déjeuner avec des membres français et allemands du comité.
Dans le contexte de l'affrontement entre Munichois et antimunichois, entre pacifistes et « bellicistes », les communistes, des royalistes d'Action française et quelques hommes de droite antimunichois comme Henri de Kérillis, dénoncent les agissements du CFA et surtout ceux de Fernand de Brinon, appelé « Brinontrop » par Kerillis, et d'Abetz, d'ailleurs invité à quitter la France en fin juin 1939,. Le gouvernement français a obligé la presse à se montrer discrète sur la divulgation de faits de trahison, d'où le procès intenté au journaliste communiste Lucien Sampaix, qu'il a gagné. Dès la création du CFA et encore plus durant la « drôle de guerre », les principaux membres du comité, notamment Melchior de Polignac, étaient surveillés par la police judiciaire. Le Droit de vivre, bulletin de la Ligue internationale contre l'antisémitisme (LICA), a critiqué le comité mais a reconnu qu'il existait en son sein des « dirigeants honnêtes » comme Scapini ou Pichot.

## Dirigeants

### Présidents
- De 1935 à 1936 : le commandant René Lhopital, ancien officier d'ordonnance du maréchal Ferdinand Foch, commissaire général des Scouts de France et futur résistant
- De mars 1936 à 1939 : le député de Paris Georges Scapini, président de l'Union des aveugles de guerre et futur « ambassadeur des prisonniers » durant l'Occupation

### Vice-présidents
Gustave Bonvoisin, directeur général du comité central des allocations familiales, le professeur Ernest Fourneau, ancien du comité franco-allemand d'information et de documentation, et le comte Fernand de Brinon, journaliste politique au quotidien L'Information (jusqu'en décembre 1938), financé par la banque Lazard. De Brinon est un des principaux initiateurs et animateurs du CFA ; il entretient des rapports suivis aussi bien avec Otto Abetz qu'avec Pierre Laval et Edouard Daladier et c'est un ami de Ribbentrop,.

### Secrétaires généraux
Les deux dirigeants des deux plus importantes associations d'anciens combattants : Henri Pichot de l'Union fédérale (Union Fédérale des Associations Françaises d'Anciens Combattants) et Jean Goy de l'Union nationale des combattants (UNC).

### Membres
Ont participé aux réunions constitutives, outre ses dirigeants : les germanistes Henri Lichtenberger et Edmond Vermeil, professeurs à la Sorbonne, Paul Morand, Georges Suarez, Bertrand de Jouvenel, le comte Rollon de Chappedelaine, l'Académicien Louis Bertrand, le comte Régis de Vibraye. Certains sont d'anciens membres du Comité franco-allemand d'information et de documentation fondé en 1926, tels Lichtenberger ou le pacifiste Vibraye, qui fut son secrétaire.
Son premier conseil d'administration comprend en décembre 1935 : Lhôpital (président), Fourneau, Bonvoisin et Brinon (vice-présidents), Goy et Pichot, secrétaires généraux, le comte Rollon de Chappedelaine, trésorier, Yvon Gouet, secrétaire adjoint, Régis de Vibraye et le commandant André Langeron, ancien officier de l'armée de l'air, collaborateur du périodique Les Ailes.
Adhèrent aussi des dirigeants d'associations d'anciens combattants, tel Henri Lévêque, président de l'Association générale des mutilés de la guerre (AGMG). Des dirigeants de l'UNC et de l'Union fédérale siègent au bureau du Comité ou adhèrent au Comité, tels les anciens présidents de l'UF Paul Brousmiche, membre du comité directeur du CFA, ou Maurice Randoux, membre de son conseil d'administration, qui appelle à une rencontre entre le président du conseil Léon Blum et Hitler en février 1937 dans le quotidien Le Journal auquel il collabore. Et pour l'UNC, sont membres les vice-présidents de cette association Alfred Charron, Paul Galland et Alexis Thomas, Henry Rossignol, ancien président de cette association (1926-34), André Nerisson.
Des parlementaires adhèrent aussi ; ils justifient parfois dans la presse des anciens combattants leur action au service du rapprochement franco-allemand, tels le sénateur Gaston Henry-Haye ou le député Jean-Michel Renaitour.
Sont membres de son comité d'honneur, présidé par l'ancien ministre et ancien ambassadeur Joseph Noulens, les Académiciens Pierre Benoit, Louis Bertrand et le duc de Broglie (autre ancien du Comité franco-allemand des années 1920),, le professeur Georges Brouardel, de l'Académie de médecine, l'écrivain pacifiste Jules Romains, le professeur Lichtenberger, les sénateurs Pierre de Chambrun et Henri-Haye, le compositeur Florent Schmitt, le marquis Melchior de Polignac, Etienne Fougère, le député Jean Montigny,.
Sont membres du conseil d'administration du comité en 1937,,, au moment de sa deuxième assemblée générale : outre des dirigeants du monde combattant, on trouve des hommes politiques, François Piétri, Eugène Frot, Léon Baréty, Charles Pomaret, Pierre Béranger, Renaitour, Henri-Haye, Émile Roche. Un futur ministre, Raoul Dautry. Des aristocrates : Jean de Castellane, ancien président du conseil municipal de Paris et président du comité d'accueil de l'Exposition de 1937, et Melchior de Polignac. Des écrivains et journalistes : Bertrand de Jouvenel, Robert Vallery-Radot, Vincent Delpuech, directeur du Petit Provençal et futur sénateur, Pierre Drieu la Rochelle, Louis-Alfred Pagès (du quotidien L'Ouest-Éclair), Jean de Pierrefeu. Quelques patrons : outre Melchior de Polignac, des champagnes Pommery, on relève l'industriel de la soie Étienne Fougère, militant de la réconciliation franco-allemande, et qui est le plus éminent de ce groupe, Paul Weiss, Jacques Menier, héritier des chocolateries Menier et ancien combattant dans l'aviation, candidat radical-socialiste aux sénatoriales en 1935, René Margot-Noblemaire, directeur général de la Compagnie des wagons-lits, Paul Munich, administrateur de sociétés, et, à moins qu'il ne s'agisse d'un homonyme, Eric Haguenin, président du conseil d'administration de la Banque nationale pour le commerce et l'industrie (1935-37). L'historien Philippe Burrin cite aussi l'ambassadeur Léon Noël, de Chappedelaine, Jean de Mayol de Lupé, Jacques Benoist-Méchin,,,.
Ont assisté au déjeuner de décembre 1938 en l'honneur de Ribbentrop : outre ses dirigeants, Joseph Noulens, le duc Maurice de Broglie, Jean de Castellane, Jean Montigny, Henri-Haye, Renaitour, l'ancien député Robert David, Margot-Noblemaire, Menier, le sénateur Georges Portmann, le commandant André Langeron, auxquels se sont joints d'autres personnalités, telles les anciens députés Louis Germain-Martin et André de Fels ou l'ancien gouverneur de la Banque de France Émile Moreau.
Ont été membres aussi, selon l'historienne Annie Lacroix-Riz: le député Marcel Boucher, Henri Donnedieu de Vabres, Jacques Baumel, Pierre Leroy.
Selon Philippe Burrin, le CFA a été une « vitrine de notables que ne déparait aucune personnalité sulfureuse ». Des pacifistes sincères, des germanophiles et des philonazis s'y côtoyaient. Certains ont quitté cet organisme avant sa dissolution, tels le commandant Lhopital, avant la Remilitarisation de la Rhénanie - c'est en fait une affaire de mœurs homosexuelles qui l'obligea à démissionner,-, ou Bertrand de Jouvenel, qui démissionna au lendemain des Accords de Munich et le fit savoir à la presse. Louis Bertrand, Jules Romains, Pierre Benoit, Henri Pichot démissionnent début 1939, alors que Fernand de Brinon et Alfred Fabre-Luce se montrent hostiles à la dissolution du CFA. Au lendemain de Munich, l'UF et l'UNC demandent un gouvernement de salut public, afin notamment de renforcer la défense nationale.
Certains se retrouveront engagés dans la collaboration, à commencer par de Brinon, mais aussi Jean Goy (au Rassemblement national populaire), Mgr Jean de Mayol de Lupé,, Pierre Drieu La Rochelle, Jean de Castellane (collaboration mondaine), Rollon de Chappedelaine, qui adhère au RNP et au Mouvement social révolutionnaire. Ernest Fourneau, Pierre Benoit, Polignac, Valéry-Radot, Vibraye rejoindront en particulier le Groupe Collaboration. D'autres rejoindront le régime de Vichy, tels Scapini, désigné chef du Service diplomatique des prisonniers de guerre à Berlin, avec le rang d'ambassadeur, ou Gustave Bonvoisin, nommé membre en 1941 du Conseil national. Léon Noël, brièvement désigné délégué général auprès du chef de l’administration militaire allemande dans les territoires occupés en juillet 1940, sera en revanche résistant.